# Чав
«Чав» ([tʃæv]; також «charver», «scally» та «roadman» у деяких частинах Англії) — термін, який, зазвичай, вживається у Британії в принизливому позначенні людей, зокрема, асоціальних дій молоді з нижчого соціального класу, одягненої в спортивний одяг. «Chavette» — споріднений термін, що ідентифікує жінок чавів, а прикметники «chavvy», «chavvish» та «chavtastic» використовуються для опису речей, пов'язаних з чавами, таких як мода, сленг тощо. В Ірландії, подібне значення відповідає терміну «Скангер». У Канаді, в провінції Британська Колумбія, такі соціальні групи йменуються «суррейськими джеками». В Онтаріо (зокрема, в Торонто) вживається відповідний термін «капюшон» (англ. hoodman), що відповідає терміну «англ. roadman» (дослівно — дорожник), що використовується в Англії. У Ньюфаундленді цей термін вживається як «скіт», тоді як в Австралії використовується «ешай» або «адлей».

## Етимологія
Серед учених немає єдиної думки щодо походження терміна. «Чав» може походити від ромського слова «чавві», що означає «дитина». Слово «чавві» існує принаймні з XIX століття. Лексикограф Ерік Партрідж згадує його у своєму словнику сленгу та нетрадиційної англійської мови 1950 року, вказуючи дату його походження, як близько 1860 року.
Слово в його нинішньому принизливому вживанні записано в Оксфордському словнику англійської мови як вперше використане на форумі Usenet у 1998 році та вперше використане в газеті в 2002 році. До 2005 року цей термін став широко поширеним для позначення типу антисоціальної, некультурної молоді, яка носить надмірно яскраві прикраси, біле спортивне взуття, бейсболки та бутафорський дизайнерський одяг. Дівчата, зазвичай, носять одяг, який оголює середину живота.
У своїй книзі 2011 року «Чавс: демонізація робітничого класу» Оуен Джонс стверджував, що це слово є нападом на бідних. У книзі Stab Proof Scarecrows 2010 року Ленса Менлі було висловлено припущення, що «чав» — це абревіатура від «муніципальний та жорстокий». Термін часто вважається бекронімом. Таке тлумачення слова було використано в публічній заяві репера Plan B у 2012 році, коли той виступав проти використання цього терміна.
У 2013 році лінгвіст Девід Крістал сказав на BBC Learning English:
«Люди говорять про «хав-поведінку» або «чав-образи» тощо. О, не вірте популярним етимологіям, які іноді читаєте в пресі та на сайтах. Я бачив одного дня, як люди сказали: «Це абревіатура «чав» від поєднання термінів «муніципалітету та насильства» — ну, ні, це не так, це було вигадано нещодавно».

Також припускають, що цей термін походить від назви міста Чатем у графстві Кент в Англії, але Оксфордський словник англійської мови вважає, що це «ймовірно його пізніша логічне обґрунтування (раціоналізація)».

## Стереотип

Карикатура на чава

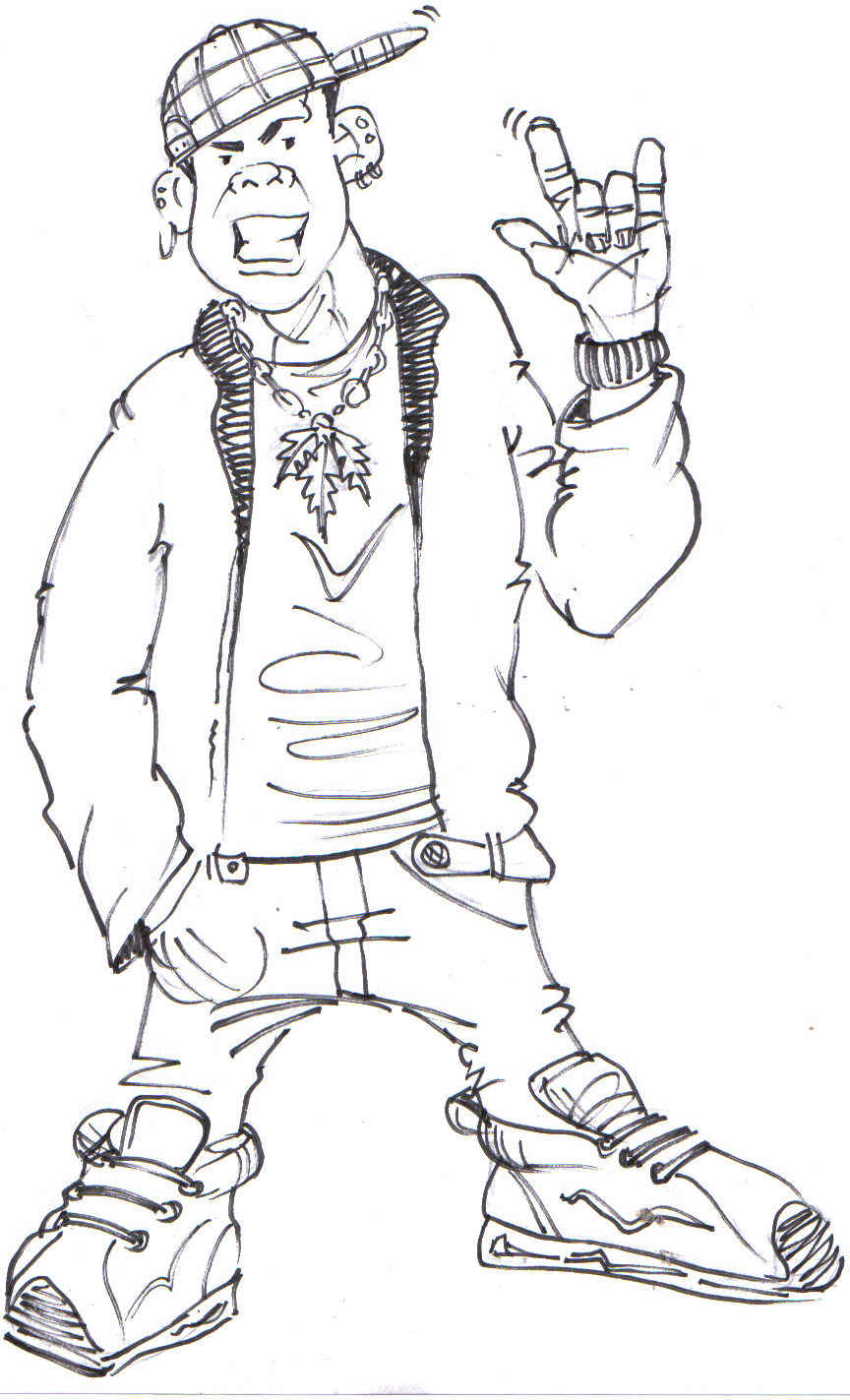
Карикатура на чава

Окрім безглуздої та асоціальної поведінки, проявів насильства (усі вони є стереотипами), дотримання принципів субкультури «чав» передбачає носіння брендового дизайнерського спортивного одягу, який доповнюється яскравими золотими прикрасами, які ще називають як «шип». Вони були описані як прихильники «чорної культури».
У випадку, коли дівчинці-підлітку заборонили виходити з свого власного дому згідно з постановою про антигромадську поведінку в 2005 році, деякі британські загальнонаціональні газети назвали її «справжньою Вікі Поллард». В цих випадках мали на увазі персонажів комедії BBC. Опитування YouGov у 2006 році засвідчило, що 70 % професіоналів телевізійної індустрії вважали, що Вікі Поллард є точним відображенням молоді саме робітничого класу.
Реакція на стереотип варіюється від захоплення аж до критики, дехто вважає, що це новий прояв класовості. В газеті Ґардіан у 2011 році зосередили увагу на проблемах, пов'язаних з використанням термінів «толстовки (гуді)» та «чав» у засобах масової інформації.

### Комерційний ефект
У 2005 році будинок моди Burberry, висміюючи шапочки, стверджував, що широка мода на носіння шапочок у фірмовому стилі (в клітку Burberry) у Великій Британії пояснюється доступністю дешевших підробок.
Велика мережа супермаркетів Asda спробувала закріпити торговою маркою назви «chav» для лінійки кондитерських виробів. Прес-секретар мережі заявила: «Завдяки слоганам персонажів таких шоу, як «Маленька Британія» та «Шоу Кетрін Тейт», які нам продукують все більше й більше сучасного сленгу, наші солодощі «Що завгодно» — тепер їх називають сердечками — стали дуже популярними серед дітей та дорослих. Ми подумали, що нам потрібно висловити їм певну повагу, і вирішили зробити товарним знаком наші солодощі».

## Критика стереотипу
Автори документального телевізійного фільму BBC припустили, що субкультура «чав» є еволюцією попередніх молодіжних субкультур робітничого класу, пов'язаних із певними комерційними стилями одягу, такими як модники, скінхеди та казуали.
У лютому 2005 року в статті в Таймс Джулі Берчилл стверджувала, що використання цього слова є формою «соціального расизму» і що таке «глузування» більше розкриває недоліки «ненависників чавів», ніж недоліки їхніх уявних жертв. Письменник Джон Гарріс висловлював подібні аргументи в статті в Ґардіан у 2007 році. Широке використання стереотипу «чав» піддається критиці. Деякі дослідники стверджують, що це звичайний снобізм та елітаризм. Критики цього терміна стверджували, що його користувачі є «неоснобами» і що його зростаюча популярність викликає питання про те, як британське суспільство має справу з соціальною мобільністю.
Товариство Фабіана вважає цей термін образливим і розцінює його як «глузливе та прискіпливе ставлення» до переважно безмовної соціальної групи. Описуючи тих, хто вживає це слово, суспільство заявило, що «ми всі знаємо їхні старі трюки з серветками / салфетками, кімнатами відпочинку / вітальнями, диванами / диванними фокусами. Але це щось нове. Це ненависть середнього класу до білого робітничого класу, Товариство Фабіана активно критикувало BBC за використання цього терміна в телепередачах». Термін «чав» («англ. chav») на сторінках Ґардіан у 2011 році вживався в контексті «класового зловживання людьми, які витверджують власну перевагу». Письменник Оуен Джонс також розкритикував використання цього терміна у своїй книзі «Чавс: демонізація робітничого класу».

## У ЗМІ
До 2004 року цей термін використовувався в загальнонаціональних газетах та жителями Великої Британії у звичайному житті. Сюзі Дент у Larpers and Shroomers: The Language Report, опублікованій в Oxford University Press, визначила її «словом року» у 2004 році.
Персонажі, описані як «чави», були представлені в численних британських телепрограмах, а також у фільмах. Характерна поведінка, одяг, ставлення та музичні інтереси Лорен Купер та її друзів у комедійному серіалі BBC «Шоу Кетрін Тейт» пов'язують саме із стереотипом чавів. Комедійний серіал ВВС «Маленька Британія» має персонажа Вікі Поллард (у виконанні Метта Лукаса), пародію на дівчину-підлітка. У британському телесеріалі Покидьки персонаж Келлі Бейлі представлений як стереотипний чав. Акторка Лорен Соча, яка зіграла Келлі, описала її персонажа як «дещо розбещеного». «Таймс» назвала персонажа «дівчинкою-чавом», який мав «чавський акцент».
В епізоді «Нова Земля» телесеріалу BBC «Доктор Хто» героїню Леді Кассандру пересаджують у тіло Роуз Тайлер (Біллі Пайпер). Коли Кассандра бачить себе в дзеркалі, вона вигукує: «Боже мій… Я чав!» У Kingsman: Таємна служба головний герой Еггсі Анвін (Тарон Еджертон) представлений як стереотипний чав.